# Nowokaiszkul
Nowokaiszkul (ros. Новокаишкуль) – wieś (sieło) w Rosji, w obwodzie tiumeńskim, w rejonie jarkowskim. W 2010 liczyła 639 mieszkańców, głównie Tatarów.